# Stiring-Wendel
Stiring-Wendel je francouzská obec v departementu Moselle, v regionu Lotrinsko těsně na francouzsko-německé hranici.

## Poloha
Obec má rozlohu 3,6 km². Nejvyšší bod je ve výšce 254 m n. m. a nejnižší bod ve výšce 205 m n. m.

## Historie
Obec založil roku 1846 francouzský podnikatel Charles de Wendel současně s ocelárnou, válcovnou železničních kolejí a uhelným dolem. Postavil kostel, školu a ubytovny pro dělníky. Roku 1857 byla obec povýšena na město a po roce 1871 připadla s Lotrinskem Německu. Koncem 19. století sice válcovna upadala, uhelné doly však způsobily nový rozkvět. Po roce 1918 připadla Francii a zůstala v ní i po druhé světové válce.

## Obyvatelstvo
Počet obyvatel obce je 12 438 (2011).